# (3231) Mila
Pour les articles homonymes, voir Mila.
(3231) Mila est un astéroïde de la ceinture principale, découvert le 4 septembre 1972 par Lioudmila Jouravliova à l'observatoire d'astrophysique de Crimée.
Il est nommé en l'honneur de la patineuse artistique soviétique Lioudmila Pakhomova.